# Vereinbarung über Gemeinschaftspatente
Die Vereinbarung über Gemeinschaftspatente (VüGP) ist am 15. Dezember 1989 von den zwölf damaligen Mitgliedstaaten der Europäischen Gemeinschaften unterzeichnet worden, aber nicht in Kraft getreten. 
Hauptbestandteil der Vereinbarung über Gemeinschaftspatente ist das am 15. Dezember 1975 in Luxemburg unterzeichnete Übereinkommen über das europäische Patent für den Gemeinsamen Markt (Gemeinschaftspatentübereinkommen, GPÜ), durch das ein Gemeinschaftspatent als einheitliches Patent für alle EG-Staaten geschaffen werden sollte. Diesem GPÜ sind in der Vereinbarung über Gemeinschaftspatente einige zusätzliche Protokolle beigefügt.
Anstelle dieser Vereinbarung wurde in der Europäischen Union für einen Teil der Mitgliedsstaaten ein Gemeinschaftspatent als Europäisches Patent mit einheitlicher Wirkung durch eine Verordnung des Rates eingeführt, die in den teilnehmenden Mitgliedsstaaten am 1. Juni 2023 in Kraft getreten ist.